# Smoke DZA
Sean Pompey (ur. 8 lutego 1984) – amerykański raper lepiej znany jako Smoke DZA. Wywodzi się z nowojorskiego Harlemu. Pseudonim artysty został wymyślony po obejrzeniu filmu Friday i pochodzi od postaci o ksywce Smokey, granej przez Chrisa Tuckera. Rozwinięcie akronimu DZA, to „Dream Zone Achieve”.

## Życiorys

### 1984–2007: Wczesne lata i początki kariery
DZA urodził się 8 lutego 1984 w Harlem Hospital w Nowym Jorku. Sean nadal mieszka w NYC. Jest synem dwójki imigrantów z Gujany, jego ojciec był miłośnikiem muzyki, więc i młody Smoke pokochał muzykę od najmłodszych lat, a szczególnie hip-hop. DZA dorastał słuchając nowojorskich raperów takich jak Jay-Z oraz Notorious BIG. W trakcie liceum, Smoke postanowił rzucić szkołę, aby zająć się karierą muzyczną. Zaczynał od walk freestyle’owych z innymi raperami z Harlemu. W 2002, został zauważony przez rapera o imieniu Johnny Shipes z Cinematic Music Group, po czym rozpoczął pisanie tekstów dla innych raperów włączając w to artystę o pseudonimie Hi-Tek. Od 2002, był członkiem grupy Smoke & Numbers aż do roku 2008, gdy rozpoczął karierę solową.

### Od 2008
Od czasu odłączenia się od Smoke & Numbers, DZA wypuścił serie mixtape’ów, w których skład wchodzą: Substance Abuse, Substance Abuse 1.5, George Kush The Button, Sweet Baby Kushed God, Cuz I Felt Like It i K.O.N.Y. Przez ten czas współpracował, między innymi z takimi artystami jak: Big K.R.I.T., Wiz Khalifa, ASAP Rocky. DZA jest członkiem założycielem Smokers Club. Album rapera, Rolling Stoned zwyciężył w kategorii „High Times Doobie Award for Hip Hop album” w 2011. Kolejna płyta rapera, Rugby Thompson, została wydana w czerwcu 2012 za pośrednictwem wytwórni High Times/Cinematic Music Group. Album ten został w całości wyprodukowany przez Harry’ego Frauda. Na albumie gościnnie wystąpili Action Bronson, Curren$y, Domo Genesis, Schoolboy Q oraz ASAP Twelvyy.

## Styl oraz inspiracje
Największy wpływ na muzykę Smoke’a miały dwie legendy z jego rodzinnego miasta, Nowego Jorku, raperzy Jay-Z oraz nieżyjący już Notorious B.I.G. Jako dorastający chłopak, DZA zwykł słuchając ich piosenek pisać własne teksty pod ich utwory. Pomogło, to mu nauczyć się rymowania w określony sposób. „Przepisywałem utwory Biggiego, zaczęło się od kawałka „Mo Money Mo Problems”, zmieniałem słowa tekstu i tworzyłem własny”. Smoke inspirował się również raperami z Harlemu: Mase, Big L oraz grupa Dipset. DZA często jest omyłkowo klasyfikowany jako artysta rapujący wyłącznie o marihuanie, choć on sam woli być nie przypisywany do żadnego konkretnego stylu. Zarówno na albumach, jak i na mixtape’ach rapera możemy usłyszeć wiele kolaboracji z innymi artystami. Smoke DZA preferuje współpracę z takimi artystami jak Dom Kennedy i Kendrick Lamar, ponieważ dzięki takim kolaboracjom wznosi swój rap na wyższy poziom.

## Dyskografia

### Albumy studyjne
| Nazwa                             | Szczegóły | Najwyższa pozycja na liście | Najwyższa pozycja na liście | Najwyższa pozycja na liście | Najwyższa pozycja na liście |
| Nazwa                             | Szczegóły | US R&B                      | US Rap                      | US Heatseekers              |                             |
| --------------------------------- | --- | --------------------------- | --------------------------- | --------------------------- | --------------------------- |
| Rolling Stoned                    | - Data wydania: 30 sierpnia 2011 - Wytwórnia: Smoke DZA, iH2D, iHipHop Distribution - Format: CD, Digital download | 65                          | –                           | 29                          |                             |
| Rugby Thompson (z Harrym Fraudem) | - Data wydania: 19 czerwca 2012 - Wytwórnia: High Times Records, Cinematic Music Group - Format: Digital download  | 45                          | –                           | 13                          |                             |

### Mixtape’y
| Nazwa                              | Szczegóły                                                      |
| ---------------------------------- | -------------------------------------------------------------- |
| Substance Abuse                    | - Data wydania: 2009 - Format: Digital download                |
| Substance Abuse 1.5: The Headstash | - Data wydania: 20 kwietnia 2010 - Format: Digital download    |
| George Kush Da Button              | - Data wydania: 2010 - Format: Digital download                |
| T.H.C. (The Hustlers Catalog)      | - Data wydania: 11 kwietnia 2011 - Format: Digital download    |
| Sweet Baby Kushed God EP           | - Data wydania: 24 grudnia 2011 - Format: Digital download     |
| Cuz I Felt Like It                 | - Data wydania: 4 kwietnia 2012 - Format: Digital download     |
| K.O.N.Y.                           | - Data wydania: 2 października 2012 - Format: Digital download |
| Ringside                           | - Data wydania: 8 kwietnia 2013 - Format: Digital download     |

### Występy gościnne
| Tytuł                   | Rok  | Inni artyści                             | Album                              |
| ----------------------- | ---- | ---------------------------------------- | ---------------------------------- |
| „Dream”                 | 2009 | Shiest Bubz                              | —                                  |
| „No Wheaties”           | 2010 | Big K.R.I.T., Currensy                   | K.R.I.T. Wuz Here                  |
| „Skybourne”             | 2010 | Currensy, Big K.R.I.T.                   | Pilot Talk                         |
| „Purple Sowa”           | 2010 | Shiest Bubz                              | —                                  |
| „Nothing But Us”        | 2010 | Ski Beatz, Currensy                      | 24 Hour Karate School              |
| „Type of Cat”           | 2011 | Fiend, Big Sant                          | Life Behind Limo Glass             |
| „We What’s Happening”   | 2011 | Fiend, Big K.R.I.T.                      | Tennis Shoes And Tuxedos           |
| „Cherry Pie”            | 2011 | Rich Hil                                 | 500 Grams                          |
| „All In My Mind”        | 2011 | Jae Millz, Gudda Gudda                   | Property of Potentness EP          |
| „Winning”               | 2011 | Mookie Jones                             | P.Laya A.Ss N.Igga                 |
| „Rowland”               | 2012 | Wiz Khalifa                              | Taylor Allderdice                  |
| „Life Instructions”     | 2012 | Currensy                                 | Covert Coup                        |
| „J.L.R”                 | 2012 | Currensy, Young Roddy                    | The Stoned Immaculate              |
| „Mirrors”               | 2012 | Currensy                                 | Cigarette Boats                    |
| „K.U.S.H.”              | 2012 | T. Mills                                 | Thrillionaire                      |
| „Power Ballad”          | 2012 | Domo Genesis                             | No Idols                           |
| „Perrier & Rosé”        | 2012 | Nakim                                    | YNWA+S                             |
| „Freaks” (Remix)        | 2012 | Mookie Jones                             | —                                  |
| „Smoke Good, Live Good” | 2012 | THEBLKHANDS, Fenix                       | —                                  |
| „Grind And Put In”      | 2012 | H-Man                                    | —                                  |
| „Blue Room”             | 2012 | Al-Doe, Chase N. Cashe                   | —                                  |
| „Goodness Gracious”     | 2012 | Willie the Kid                           | —                                  |
| „dontmissthisjethoe”    | 2012 | Corner Boy P, Young Roddy                | Money Neva Sleep 2                 |
| „Hypnotized”            | 2013 | Dubb                                     | —                                  |
| „You Ain’t On It”       | 2013 | Chase N. Cashe                           | —                                  |
| „Underground Airplay”   | 2013 | Joey Badass, Big K.R.I.T.                | Underground Airplay                |
| „From Da Soul”          | 2013 | Wink Loc, Peter Tambaskis, Preme da Prez | Locomotive 3                       |
| „The Price is Right”    | 2013 | Fiend                                    | Lil Ghetto Boy                     |
| „3 The Hardway”         | 2013 | Young Roddy, Styles P                    | Good Sense 2                       |
| „Weight”                | 2013 | Mazzi, N.O.R.E.                          | —                                  |
| „Only One”              | 2013 | Big K.R.I.T., Wiz Khalifa                | K.R.I.T. (King Remembered In Time) |
| „Niggas 4 Life”         | 2013 | Funkmaster Flex                          | Who You Mad At? Me or Yourself?    |
| „So Beautiful”          | 2013 | Jae Millz                                | Property Of Potentness 2           |
| „Money Team”            | 2013 | Larry Fisherman, Ab-Soul, Dash           | S.H.O.W.TIME                       |
| „Death Before Dishonor” | 2013 | SBOE, Big K.R.I.T.                       | All We Got Is Us                   |
| „Old Chanel”            | 2013 | Wiz Khalifa                              | —                                  |
| „Pardon Me”             | 2013 | Vado, Currensy                           | Slime Flu 4                        |

## Klipy
| Tytuł                             | Rok  | Reżyser                                             |
| --------------------------------- | ---- | --------------------------------------------------- |
| "Smoke-n-Dope" Ft. Curt@!ns       | 2010 | Treezy (Visually Inklined)                          |
| "Divine Music"                    | 2010 | Sam Rogers, Kory Smith & Treezy (Visually Inklined) |
| "Continental Kush Breakfast"      | 2010 | Treezy (Visually Inklined)                          |
| "Marley and Me"                   | 2010 | Coodie & Chike (Creative Control)                   |
| "The World"                       | 2011 | John Colombo                                        |
| "Always Been" Ft. Mac Miller      | 2011 | Tony Billz & Steve-Ography                          |
| "Gotta Get Paid" Ft. Big K.R.I.T. | 2011 | Joseph Zentil                                       |
| "4 Loko" Ft. ASAP Rocky           | 2011 | Kory Smith & Cristopher Schafer (Visually Inklined) |
| "Loaded"                          | 2011 | Samuel Rogers                                       |
| "Christmas in the Trap"           | 2011 | Slick Jackson                                       |
| "Money Down" Ft. P-IC             | 2012 | Slick Jackson                                       |
| "New Jack"                        | 2012 | Nicolas Heller                                      |